# フランソワ＝ティモレオン・ド・ショワジ

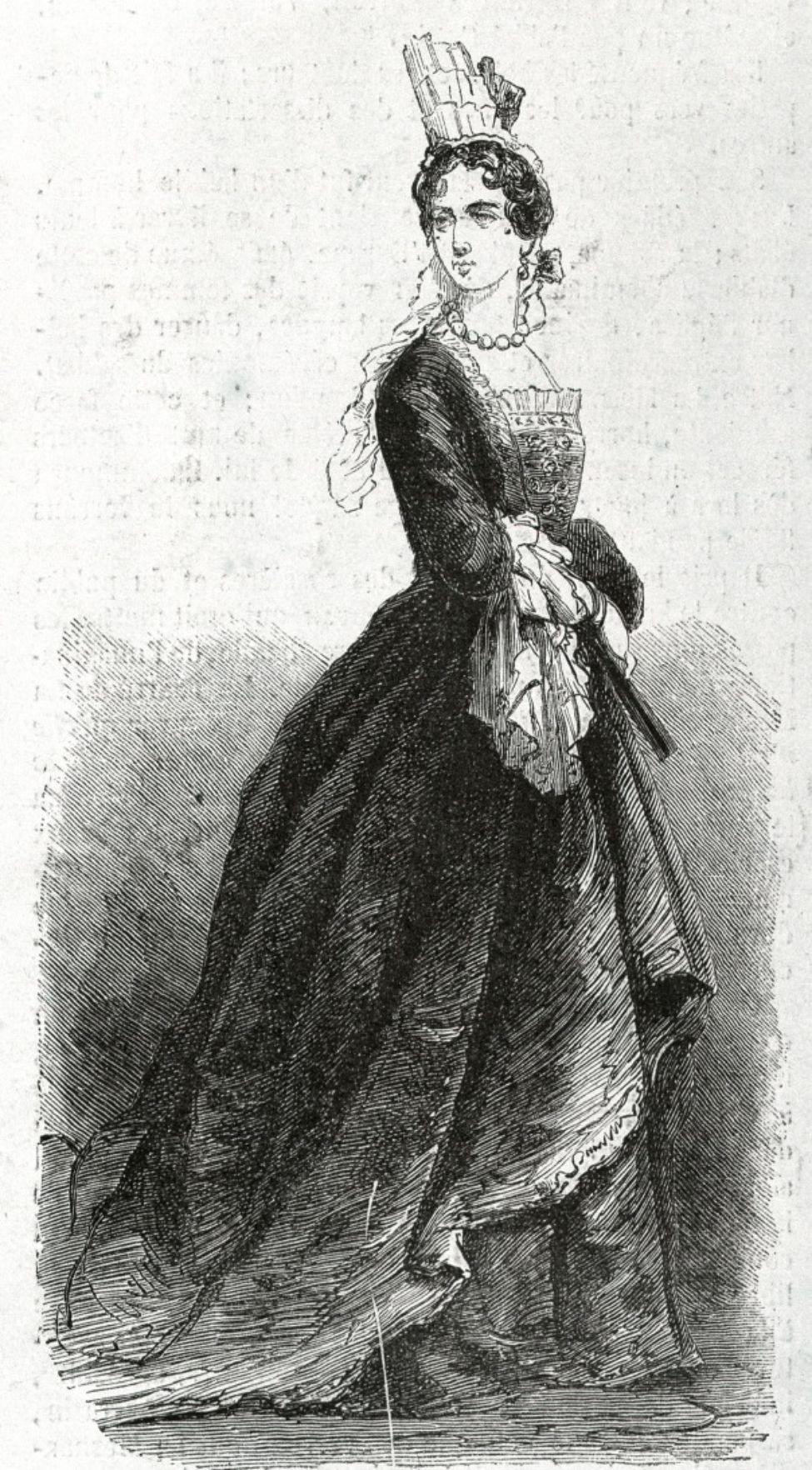
女装したショワジー

フランソワ＝ティモレオン・アベ・ド・ショワジ（仏: François-Timoléon de Choisy, 1644年10月2日 - 1724年10月2日）はフランスの著述家、聖職者。

## 概要
ショワジはパリ生まれ。彼の父はオルレアン公ガストンの下、尚書（シャンスリエ）として働く。アンヌ・ドートリッシュと親密な関係にあった彼の母は、ルイ14世を喜ばせるために定期的に呼び出された。彼の母は、彼が18歳になるまで女性のような服装を着せた。その後、短い期間の男性の格好を経験し、彼はラファイエット夫人の間違いない風刺的な助言により再び女装を始める。彼はモントジエ公シャルルに公的に叱咤されるまで贅沢な身なりを楽しんだ。
彼は幼少期にアベ（師）となり、彼の贅沢によって引き起こされた貧困は、彼をブルゴーニュのサン・セーヌ修道院での聖職禄つきの聖職の地位に置くことになる。そこで彼はビュシー＝ラビュタン（fr、セヴィニエ夫人の従兄）という気の合う友人を見つけた。彼は1676年、ブイヨン枢機卿（fr）とともにローマへ行くがその直後、大病にかかって信仰への傾倒が始まった。
1685年、ショワジはシュヴァリエ・ド・ショーモンが率いる、シャムへの大使に同行する。彼は聖職者となり、1689年にSaint-Benoît-du-Saultの優先権などの教会制度中で昇進する。1687年、ショワジはアカデミー・フランセーズ入りを果たし、数々の歴史や宗教の著述を行った。以下はその中でも特筆すべきものである。
- Quatre dialogues sur l'immortalité de l'âme ... (1684), ルイ・クルシオン・ド・ダンジョーとの共著で、自身の宗教への回帰をうたう。
- Traduction de l'Imitation de Jesus-Christ (1692)
- Histoire de France sous les regnes de Saint Louis ... de Charles V et Charles VI (5 vols, 1688-1695)
- Histoire de l'Eglise (11 vols., 1703-1723)

ショワジはこのほかにもゴシップ的要素の強い Mémoires (1737) で記憶されている人物である。この著作には彼が正確性を自負していないにもかかわらず、彼の時代の極めて正確な描写が含まれている。
このMémoires (1737)は版を重ね、1868年にムッシュー・ド・レスキュールによって編集がされた。一部の立派なショワジの書簡は、ビュシー＝ラビュタンとの往復書簡に収められている。ショワジは自分が気に入らない書き物を燃やしたとされるが、一方で大量の刊行されていない手稿も残した。この一部で、彼の女性としての冒険を描き、匿名で用いられた Histoire de madame la comtesse de Barres (Antwerp, 1735) や更に手を加えられた Vie de M. l'abbé de Choisy (Lausanne and Geneva, 1742) がある。後者はポール・ラクロワによってレングレ・デュフレスノワに帰せられ、1870年にはラクロワにより編集されてAventures de l'abbé de Choisy として刊行された。